# 準正規作用素
作用素論における準正規作用素（じゅんせいきさようそ、英: quasinormal operator）は正規作用素の条件を緩めた定義を持つ有界作用素のクラスである。
任意の準正規作用素は部分正規 (subnormal) であり、また有限次元ヒルベルト空間の準正規作用素は必ず正規である。

## 定義と諸性質

### 定義
ヒルベルト空間 H 上の有界作用素 A が準正規であるとは、
{\displaystyle A(A^{*}A)=(A^{*}A)A}
即ち、A が A∗A と可換となるときに言う。

### 性質
任意の正規作用素は準正規である。
A の極分解を A = UP とするとき、A が準正規ならば UP = PU が成り立つ。これを見るために、極分解の正因子 P が A∗A のただ一つの正の平方根 (A∗A)½ の形に書けることに注意しよう。準正規性は A が A∗A と可換となることであり、自己随伴作用素に対する連続汎函数計算の帰結として A が P = (A∗A)½ と可換であること、すなわち
{\displaystyle UPP=PUP}
が導かれ、ひとまず P の値域上で UP = PU となることがわかる。さて h ∈ H が P の値域に属するならば明らかに UPh  = 0 だが、PUh = 0 も同様に成り立つことが U が P の値域の閉包で定義される部分等長作用素であることから言える。然らば、P の自己随伴性により H は P の像と核との直和となることと合わせて H の全域において UP = PU なることが確定する。
逆に、UP = PU なることが確かめられれば A は準正規でなくてはならない。従って、作用素 A が準正規であることと、その極分解において UP = PU が成り立つこととは同値である。
ヒルベルト空間 H が有限次元のとき、任意の準正規作用素 A は正規になる。これは実際、有限次元ならば極分解 A = UP において部分等長作用素 U はユニタリに取れるから、
{\displaystyle A^{*}A=(UP)^{*}UP=PU(PU)^{*}=AA^{*}}
となることにより確かめられる。
一般には、部分等長作用素がユニタリ作用素に拡張できるとは限らないから、従って準正規作用素も必ずしも正規とはならない。例えば、片側ずらし作用素 T は T∗T が恒等作用素となるから準正規だが、T は明らかに正規でない。

## 準正規不変な部分空間
ヒルベルト空間 H 上の有界作用素 A が非自明な部分空間を持つかという問題は、一般には明らかでないが、A が正規の場合には肯定的な解答がスペクトル定理によって与えられる。実際、任意の正規作用素 A は A のスペクトル σ(A) 上定義されるスペクトル測度 E = {EB} に関する恒等作用素の積分
{\displaystyle A=\int _{\sigma (A)}\lambda \,dE(\lambda )}
として得られるが、任意のボレル集合 B ⊂ σ(A) に対する射影 EB が A と可換となるから、従って EB の像が A-不変部分空間になる。
これと同じ論法が準正規作用素に対しても直接的に拡張できる。つまり、A が A∗A と可換であることは A が (A∗A)½ と可換であることと同値であったが、これはつまり A が (A∗A)½ のスペクトル測度に関する任意の射影 EB と可換であることを導くから、これにより不変部分空間が得られるのである。実はこれよりももっと強いことが言えて、EB の像は実際には A の縮小部分空間 (reducing subspace)、つまり直交補空間もまた A-不変となるような部分空間になる。